# Cornelis Moerman

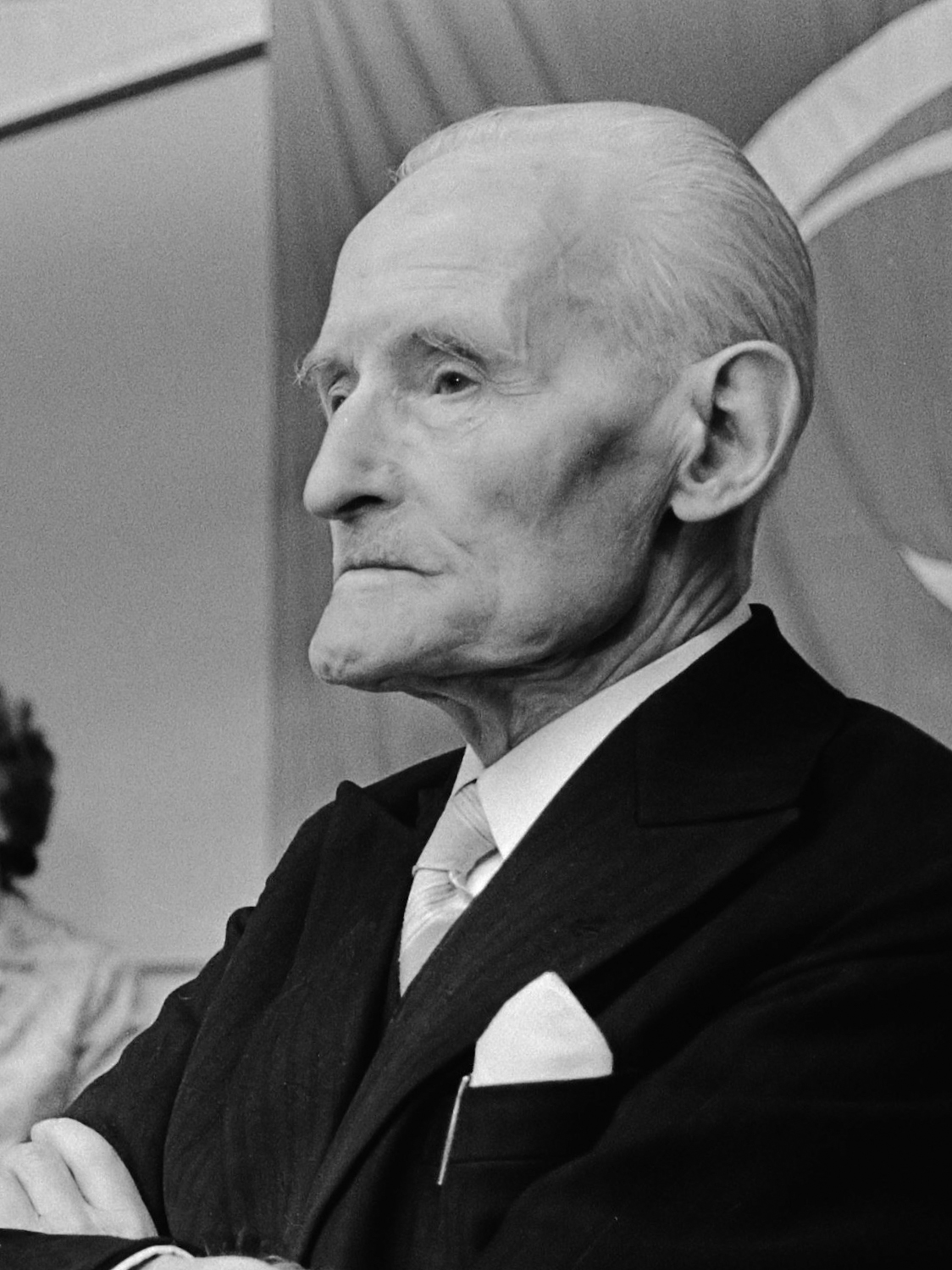
Cornelis Moerman (1979)

Cornelis Moerman (Vlaardinger-Ambacht, 6 januari 1893 – Vlaardingen 27 augustus 1988) was een Nederlandse huisarts in Vlaardingen die uit zijn liefhebberij, de duivensport, een omstreden alternatieve therapie tegen kanker ontwikkelde.

## Levensloop
Moerman stamde uit een relatief welgestelde boerenfamilie in Vlaardinger-Ambacht. Hij werd op boerderij Hoogstad als tweede van vijf kinderen van Willem Moerman (1855-1936) en Dirkje van Nugteren (1867-1957) geboren. De lagere school doorliep hij in Vlaardingen, waarna hij het HBS-diploma in Schiedam behaalde (1913). Omdat hij de achttienjarige leeftijd al had bereikt, moest hij zijn militaire dienstplicht vervullen. Hij diende bij het Regiment Grenadiers en Jagers. Hier klom hij tussen 1913 en 1920 op van korporaal tot reserve eerste luitenant. In de tussentijd was hij in Utrecht aan de Rijksuniversiteit diergeneeskunde gaan studeren, welke studie vanwege de mobilisatieperiode tijdens de Eerste Wereldoorlog vertraging opliep en die hij uiteindelijk ook voortijdig beëindigde. Na afloop van de oorlog (1918) schreef hij zich in als student geneeskunde aan de Universiteit van Leiden. Na een lange studieperiode, die gekenmerkt werd door verschillende conflicten met diverse hoogleraren, studeerde hij in 1929 af. 
Hij vestigde zich vervolgens als huisarts op de ouderlijke boerderij in Vlaardingen, die daartoe verbouwd werd om ruimte te bieden aan de huisartsenpraktijk. Hij had al van jongs af aan het houden van postduiven als liefhebberij en daarvoor liet hij in die jaren een groot duivenhok boven een wagenschuur bouwen. Zijn duiven gebruikte hij voor proeven bij zijn zoektocht naar de genezing van kanker bij mensen. Deze proeven bestonden uit het toedienen van diëten met verschillende vitaminen, mineralen en sporenelementen. De duivenproeven vormden een belangrijke basis voor zijn vanaf de vroege jaren 1930 ontwikkelde alternatieve kankertherapie, die vanaf het begin controversieel bleek en talloze aanhangers kende, maar ook weerstand opriep, in het bijzonder vanuit de gevestigde universitaire medische wereld.
Moerman trouwde op 23 december 1939 met Anna Emma van den Berg (1891-1979). Zij betrokken een nieuwbouwwoning aan de Prins Bernhardlaan te Vlaardingen. In 1942 volgde een scheiding van tafel en bed en formeel werd het kinderloze huwelijk op 18 juli 1953 ontbonden. Moerman vestigde zich in 1942 weer in boerderij Hoogstad en bleef daar tot zijn dood wonen en werken. Hij richtte een eigen ziekenfonds op, 'Unitas' dat tot doel had goedkope medische zorg aan de werkende klasse te verlenen. Zijn betrokkenheid kwam ook tot uiting in de verhuur van enkele honderden volkstuintjes op het landbouwareaal rondom boerderij Hoogstad, vanuit de gedachte dat gezond voedsel een gezonde weerbare bevolking zou opleveren. Omdat hij geen vervangende diensten voor collega-huisartsen wilde vervullen en omdat hij een eigen lucratieve apotheek hield was de verhouding met zijn collega's slecht. Ook met de gemeente Vlaardingen en Rijkswaterstaat had hij een conflictueuze relatie. De gemeente Vlaardingen groeide vanaf de jaren 1920 sterk en poogde de stadsuitbreiding mede op het land van de ouderlijke boerderij te laten plaatsvinden. Zijn verzet tegen de onteigeningen was hevig en ten dele succesvol, als gevolg waarvan tot na zijn dood het agrarische complex Hoogstad als een groene enclave binnen de stedelijke bebouwing lag. Rijkswaterstaat had in het kader van het Rijkswegenplan voorzien in de aanleg van een snelweg tussen Hoek van Holland en Rotterdam, waarmee Moermans land doorsneden zou worden. Tot 1966/1967 wist hij door het voeren van talloze rechtszaken dit te voorkomen, totdat hij uiteindelijk bakzeil moest halen.

## Moermanmethode
Als duivenmelker viel hem op dat de kwaliteit van voeding de weerstand en prestaties van duiven kon verhogen. Duiven konden volgens hem geen kanker krijgen, en daaruit trok hij de conclusie dat een aangepast dieet  kanker bij mensen zou kunnen genezen. In 1939 "genas" hij op deze manier zijn eerste patiënt, hoewel buitenstaanders eraan twijfelden of deze patiënt wel kanker had.
Moerman ondernam in het begin regelmatig pogingen om zijn therapie onderzocht te krijgen maar hij vond geen weerklank bij de reguliere geneeskunde. Daardoor ontwikkelde hij een afkeer tegen de reguliere geneeskunde en wetenschap, een afkeer die een objectief onderzoek naar de effectiviteit ook later in de weg zou staan. In 1955 kwam zijn therapie in een stroomversnelling toen in het Dagblad voor de Zaanstreek, De Typhoon, een artikel over hem verscheen. De populariteit van Moerman nam daarna met sprongen toe, en in 1956 werd daarom een commissie in het leven geroepen onder leiding van de huisarts Delprat om de therapie dan toch te onderzoeken. Hoewel Moerman meewerkte aan dit onderzoek, leidde het tot een negatief rapport over zijn behandelingsmethode. Moerman diende een klacht in bij het Medisch Tuchtcollege, maar dat leidde niet tot resultaat. Wel kreeg hij een boete van ditzelfde college voor het feit dat hij kankerpatiënten reguliere therapie onthield.
Toch nam zijn populariteit toe, met name onder wanhopige patiënten die elders vergeefs hun heil hadden gezocht en door media-aandacht. Cor van Groningen, journalist te Delft, publiceerde in het begin van de jaren 70 een serie artikelen over Moerman en zijn alternatieve geneeswijze. In 1974 schreef hij het boek De zaak dokter Moerman - reportage over een miskend kankertherapeut. Albert Ronhaar, huisarts te De Krim (Overijssel), stond, tot hij in 1974 het boek van Van Groningen las, zoals de meesten van zijn collega's uiterst skeptisch tegenover de therapie die Moerman voorstond. Zijn belangstelling werd er echter dermate door gewekt dat hij de therapie uitvoerig bestudeerde en vervolgens volgens zijn bevindingen met succes kon toepassen in zijn eigen praktijk, waardoor hij een volgeling van Moerman werd. Van Groningen en Ronhaar publiceerden vervolgens gezamenlijk een boek over Cornelis Moerman en zijn therapie, Dokter Moerman - een weg tot genezing van kanker (1980, herziene 3e druk 1984).
Onder druk van de publieke opinie besloot de politiek om de inmddels als Moermanmethode betitelde alternatieve therapie opnieuw te onderzoeken: de motie Borgman (1979) leidde ertoe dat het Ministerie van Volksgezondheid en Milieuhygiëne de Begeleidingscommissie Onderzoek Moermanmethode instelde. Het onderzoek werd echter ernstig gehinderd door meningsverschillen over de toe te passen onderzoeksmethode, en het onderzoek werd nooit uitgevoerd.
Een onderzoek uit eigen kring, door Jan Wiese, leidde in 1991 tot het rapport Retrospectief Onderzoek Moermantherapie, waarin over een tijdspanne van 50 jaar 21 gevallen werden gemeld waarin genezing door de therapie zou hebben plaatsgevonden. Het aantal succesgevallen werd in 1992 door internist-oncoloog Blijham teruggebracht tot maximaal 2 tot 7.

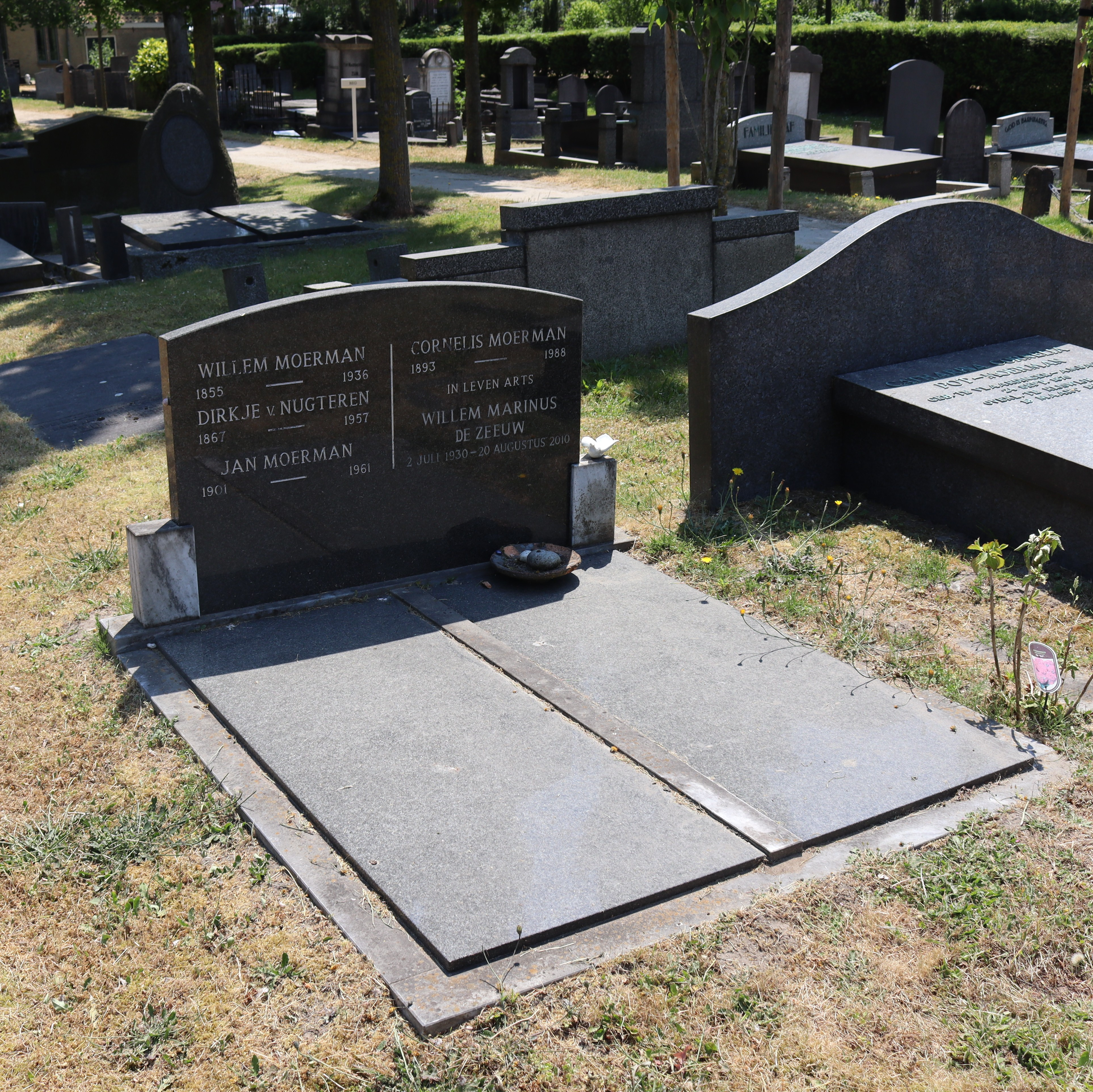
Familiegraf van Moerman op Emaus Begraafplaats in Vlaardingen

Met het overlijden van Moerman stierf ook de aandacht voor zijn therapie. Toch bleven enkele tientallen artsen de behandelmethode nog toepassen.
In verband met zijn opvattingen over kanker en de door hem aan zijn patiënten voorgeschreven diëten wordt er vaak vergoelijkend op gewezen dat er ook volgens de hedendaagse inzichten in de erkende medische wetenschap toch relaties kunnen worden gelegd tussen voeding en de preventie van kanker. Voor de opvatting dat dit ook zou gelden voor een daadwerkelijke genezing van kanker bestaat in de medische wetenschap echter geen draagvlak.
Moerman staat nummer 1 in de top 20 van de Vereniging tegen de Kwakzalverij van de kwakzalvers van de 20e eeuw.

## Moerman en de Tweede Wereldoorlog
In de Tweede Wereldoorlog werden de duiven van Moerman, volgens een landelijke verordening, in beslag genomen door de Duitsers uit angst voor spionage.
Hoewel hij geen NSB-lid was geweest, werd hij in aanloop van de overgave in 1940 en na de bevrijding in 1945 vanwege zijn openlijk geuite sympathie voor Nazi-Duitsland geïnterneerd. Een onderzoek door het Centraal Bureau Bijzondere Rechtspleging bracht geen ernstige misdragingen aan het licht waarna hij met een meldingsplicht op vrije voeten werd gesteld. Hij zette zijn artsenpraktijk daarna voort.
Het idee om van zijn voormalige woonhuis/praktijk te Vlaardingen een museum te maken strandde toen ophef ontstond over zijn antisemitische ideeën, die hij elf jaar na de oorlog verwoordde in het tot dat moment vrijwel onopgemerkt gebleven boek De Wedergeboorte van het Christendom (1956), waarin hij een geheel eigen visie over het ontstaan van het christendom gaf. Hij deed daarin abjecte uitspraken over Joden, wier optreden hij zelfs met een 'kankergezwel' vergeleek. In 1988, in een interview met het weekblad Hervormd Nederland, nam hij van deze tekst geen afstand. Toch verklaren mensen die hem kenden dat hij geen antisemiet was.
Later heeft Moerman aangegeven dat volgens hem de sfeer van landverraad, die rondom hem was ontstaan, een reden was dat zijn kankertherapie niet serieus werd genomen.
De straat bij zijn voormalige woning (boerderij Hoogstad), waar ook zijn praktijk gevestigd was, was enige tijd naar hem de Moermanlaan genoemd. De gemeenteraad van Vlaardingen ging echter op 6 november 1997 akkoord met een voorstel van burgemeester en wethouders om de laan om te dopen in Hoogstad. De reden voor deze naamswijziging waren de gerezen bedenkingen na het bekend worden van de gewraakte antisemitische passage.

## Belangrijkste publicaties
- Jeroen ter Brugge, ´Het is net andersom´. Leven en werk van dokter Moerman´, in Historisch Jaarboek Vlaardingen 2011 (Vlaardingen 2011), p.8-127
- Cancer, post tenebra lux, 1949, eerste publicatie, uitgebracht in eigen beheer
- De wedergeboorte van Christus, 1956, brochure waarin antisemitische uitlatingen zijn aangetroffen
- De oplossing van het kankervraagstuk, 1958
- Het schaamteloos bedrog, 1972, brochure over het rapport-Delprat
- Kanker als gevolg van onvolwaardige voeding kan genezen door dieet en therapie, 1978, ISBN 90-202-4873-1 (elf herdrukken, vertaald in het Duits en Italiaans).
- De natuur, onze grote dokter, 1979.
- Mijn kankeronderzoek verricht in de dertiger jaren, 1985, uitgave bij zijn 55-jarig jubileum als arts.